# Tommaso (film 2001)
Tommaso, anche noto come Gli amici di Gesù - Tommaso, è un film per la televisione del 2001, diretto da Raffaele Mertes.

## Distribuzione
Parte della collana Amici di Gesù insieme a Giuseppe di Nazareth, Maria Maddalena e Giuda, la pellicola è stata trasmessa in prima TV lunedì 16 aprile 2001 su Canale 5 in prima serata.

## Trama
Tommaso non si dà pace per la morte di Gesù e chiede a Giuseppe di Arimatea il corpo del maestro per dargli sepoltura in Galilea. Tommaso e Giuseppe si rivolgono a Caifa per ottenere il permesso di trasportare la salma fuori da Gerusalemme, ma la notte successiva il corpo di Gesù scompare dal sepolcro dove l'aveva posto Giuseppe. Pilato interroga le guardie che sorvegliavano il sepolcro, Caio e Longino, ma il primo stava dormendo e il secondo riferisce solo di aver visto una luce abbagliante. Nel frattempo la Maddalena comunica agli apostoli di aver incontrato Gesù, tornato in vita, e successivamente gli stessi apostoli raccontano a Tommaso che Gesù ha fatto loro visita, mentre lui era in giro a cercare il corpo del maestro. Tommaso, incredulo e sempre più inquieto, continua la sua ricerca, parlando con Caio e Longino, ma il primo cerca di ingannarlo e il secondo sembra vaneggiare. Confuso e sfinito, dopo aver rischiato più volte di essere arrestato dagli uomini di Pilato, Tommaso si dirige nuovamente dagli apostoli, ma prima di entrare si vergogna per la sua mancanza di fede e sta per andare via, finché Giovanna, una discepola di Gesù, alla quale Tommaso è molto legato, lo convince ad entrare, e finalmente Gesù appare anche a lui.